# 結城道子

結城道子

結城 道子（ゆうき みちこ、1908年（明治41年）6月13日 - 没年不明）は昭和期の歌手。群馬県前橋市出身。本名は由利 文子（ゆり ふみこ）。

## 概要
1908年（昭和41年）6月13日、群馬県前橋市神明町で誕生。前橋高等女学校、東京高等音楽学院卒業後、奥田良三や太田恒子に師事。1933年（昭和8年）本名の由利文子でポリドール・レコードから「白帆は去りて」で歌手デビュー。後にニットーレコードを経てポリドールレコードの専属歌手となる。1937年（昭和12年）8月発売された上原敏との「裏町人生」が大ヒットした。その後もポリドールで「愛国行進曲」、「純情月夜」、「おもいで日記」、「雨の日曜日」などを吹き込んだほか、皇軍慰問団のメンバーとして戦地を訪れている。